# Gernot Barth

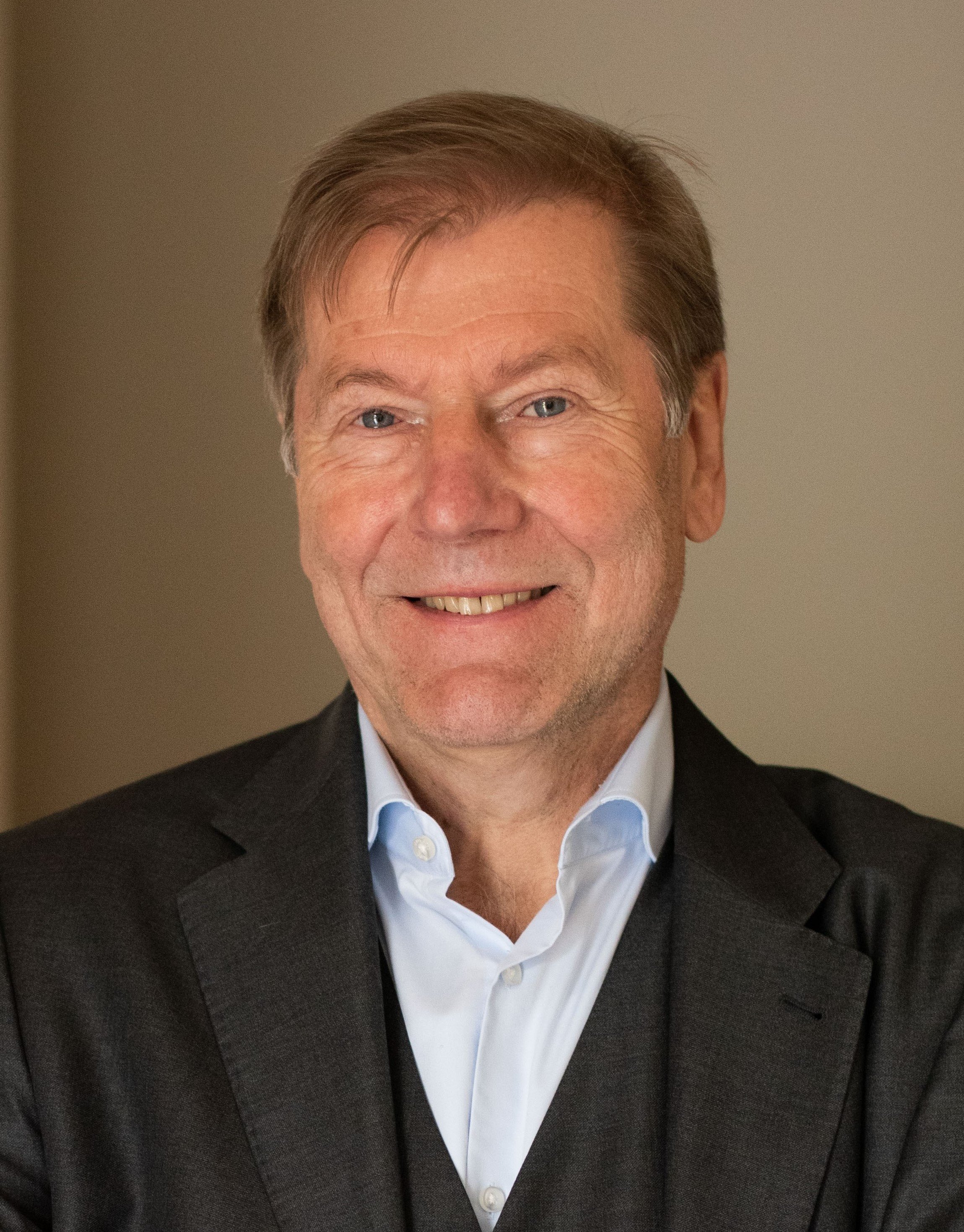
Gernot Barth (2020)

Gernot Barth (* 27. Februar 1957 in Frankfurt (Oder)) ist ein deutscher Mediator, Coach und Supervisor. Er ist Inhaber der Professur für Konfliktmanagement und Mediation an der Steinbeis-Hochschule, Fakultät Business & Economics, sowie Herausgeber des deutschsprachigen Fachmagazins „Die Mediation“. und der internationalen Fachzeitschrift „The Mediation“ ".

## Leben
Gernot Barth absolvierte eine Berufsausbildung mit Abitur als „Facharbeiter für industrielle Elektronik“ an der Betriebsberufsschule des EKO in Eisenhüttenstadt und arbeitete auch in diesem Beruf. Später nahm er ein Lehramtsstudium an der Pädagogischen Hochschule in Leipzig auf und vollendete seine Promotion zur Bildungstheorie im Jahre 1987. Anschließend arbeitete er als Wissenschaftlicher Mitarbeiter in Bildungstheorie und Didaktik in Leipzig, Münster, Berlin und Erfurt. 2003 habilitierte er an der Universität Erfurt zum Thema Verhältnis von Individuum und Gemeinschaft. Er erhielt die Venia legendi für das Fach Sozialpädagogik.
Neben einigen Lehrstuhlvertretungen an den Universitäten Erfurt, Rostock, Braunschweig und Chemnitz, gründete Gernot Barth 2004 das Institut für Kommunikation und Mediation Leipzig, IKOME Dr. Barth GmbH und Co. KG und die Unternehmensberatung „Steinbeis Wirtschaftsmediation“ mit Büros in Leipzig, Berlin und Stuttgart.[3] Seit 2007 ist er Direktor der Akademie für Mediation, Soziales und Recht an der Steinbeis-Hochschule Berlin. Im Jahr 2019 erhielt er die Professur für Konfliktmanagement und Mediation an der Steinbeis-Hochschule[8].
Gernot Barth ist seit 2006 als Mediationsausbilder und Mediator insbesondere im Bereich der Wirtschaft tätig. Er ist zertifizierter Mediator, lizenzierter Ausbilder für Mediation des Bundesverband Mediation und zertifizierter QVM Mediator. Darüber hinaus ist er zertifizierter Coach und Supervisor.
Das von ihm seit 2012 herausgegebene Fachmagazin „Die Mediation“ ist mit einer Auflage von mehr als 10.000 Exemplaren vierteljährlich die führende Fachzeitschrift zum Konfliktmanagement im deutschsprachigen Bereich. Darüber hinaus wurde 2023 das weltweit erste internationale Magazin „The Mediation“ herausgeben.
Im ehrenamtlichen Engagement ist er seit 2013 Geschäftsführender Vizepräsident des Deutschen Forums für Mediation DFfM e.V., Dachorganisation für Mediation und ebenfalls seit jenem Jahr Vorsitzender des gegründeten Bundesverbandes Steinbeis Mediation e.V. Als Vertreter des DFfM arbeitete er 10 Jahre an der Gründung einer verbandsunabhängigen Zertifizierungsstelle für Mediation in Deutschland, der dann 2023 gegründeten QVM GmbH. 2018 wurde Herr Barth Präsident der Deutsche Gesellschaft für Mediation e.V. und im Jahr 2019 erhielt er die Professur für Konfliktmanagement und Mediation an der Steinbeis-Hochschule.

## Werke
- Berthold Otto. Pädagogische, Psychologische und Politische Schriften. Baltmannsweiler 2008, ISBN 3-8340-0219-4.
- mit J. Henseler (Hrsg.): Kindheit, Eugenik, Sozialpädagogik. Baltmannsweiler 2004, ISBN 3-89676-814-X.
- mit J. Henseler (Hrsg.): Jugendliche in Krisen. Über pädagogischen Umgang mit Schulverweigerern. Baltmannsweiler 2005, ISBN 3-89676-968-5.
- mit A. Schlereth: Familienhilfe – Über den Umgang mit Familien in multiplen Problemlagen. Baltmannsweiler 2009, ISBN 3-8340-0558-4.
- Das Individuum und die Gesellschaft. Der Gemeinschaftsdiskurs in der Sozial- und Reformpädagogik. Baltmannsweiler 2010, ISBN 978-3-8340-0823-7.
- mit Bernhard Böhm (Hrsg.): Konfliktlösung online? Steinbeis-Edition 2012, ISBN 978-3-943356-17-5.
- mit Bernhard Böhm (Hrsg.): Einvernehmlich planen und bauen. Steinbeis Edition 2015, ISBN 978-3-8340-1364-4.
- Hg. Schriftenreihe: Schriften zur Theorie und Praxis der Mediation
- Hg. Schriftenreihe: Sozialpädagogik und Schulreform
- mit Heiner Krabbe (Hrsg.): Fallsupervision an Gerichten, Schriftenreihe des Fachmagazins Die Mediation, Band 3
- Barth, Gernot et al.: Mediation in cross-border succession conflicts and the effects of the EU Succession Regulation - Research Report
- Studie „Steinbeis BeteiligungsReport“ (2023)
- Hg. des Fachmagazins „Die Mediation“ (vierteljährlich seit 2012)
- Hg. des internationale Fachmagazins „The Mediation“